# Спивак, Пётр Ефимович
Пётр Ефи́мович Спива́к (11 [24] марта 1911 — 30 марта 1992) — советский физик, член-корреспондент АН СССР (1964).

## Биография
В 1936 году окончил ЛПИ.
Работал в ЛФТИАН имени А. Ф. Иоффе (1936—1943).
С 1943 года работал в ИАЭ имени И. В. Курчатова, с 1949 года — заведующий лабораторией.
Основные работы в области ядерной физики и физики слабых взаимодействий.
Похоронен в колумбарии Донского кладбища (22, секция 42).

## Награды
- Сталинская премия второй степени (1953) — за расчётные и экспериментальные работы по созданию реакторов для производства трития
- Золотая медаль имени И. В. Курчатова (1962) — за работы по экспериментальному исследованию бета-распада нейтрона
- орден Трудового Красного Знамени
- два ордена «Знак Почёта»[2]

## Семья
Родился в семье Ефима Давидовича и Полины Григорьевны Спивак, у него были две сестры — Надежда (впоследствии военврач) и Любовь (погибла во время Ленинградской блокады).
- Первая жена (с 1935 года) — Лидия Александровна Рабинович, филолог.
  - Дочь Софья (род. 1937).
- Вторая жена — Бася Срулевна (Ася Михайловна) Магарик (1920—?), первым браком была замужем за Николаем Николаевичем Флёровым (братом академика Г. Н. Флёрова).